# The Devil's Cargo
The Devil's Cargo er en amerikansk stumfilm fra 1925 instrueret af Victor Fleming.

## Medvirkende
- Wallace Beery som Ben
- Pauline Starke som Faro Sampson
- Claire Adams som Martha Joyce
- William Collier Jr. som John Joyce
- Raymond Hatton
- George Cooper som Jerry Dugan
- Dale Fuller som Millie
- Spec O'Donnell som Jimmy